# バルクラヤ属
バルクラヤ属（バルクラヤぞく、学名: Barclaya）は、被子植物のスイレン科に属する水草の属の1つであり、東南アジアの熱帯雨林内の河川に生育する（図1）。萼片が大きく目立ち、花弁が合着して筒を形成し、その内面に雄しべがつく。アクアリウムでの観賞用に栽培されることがある。
属名の Barclaya は、イギリスの植物学者である Robert Barclay (1757–1830) に献名されたものである。バルクラヤ属には4種ほどが知られる。

## 特徴

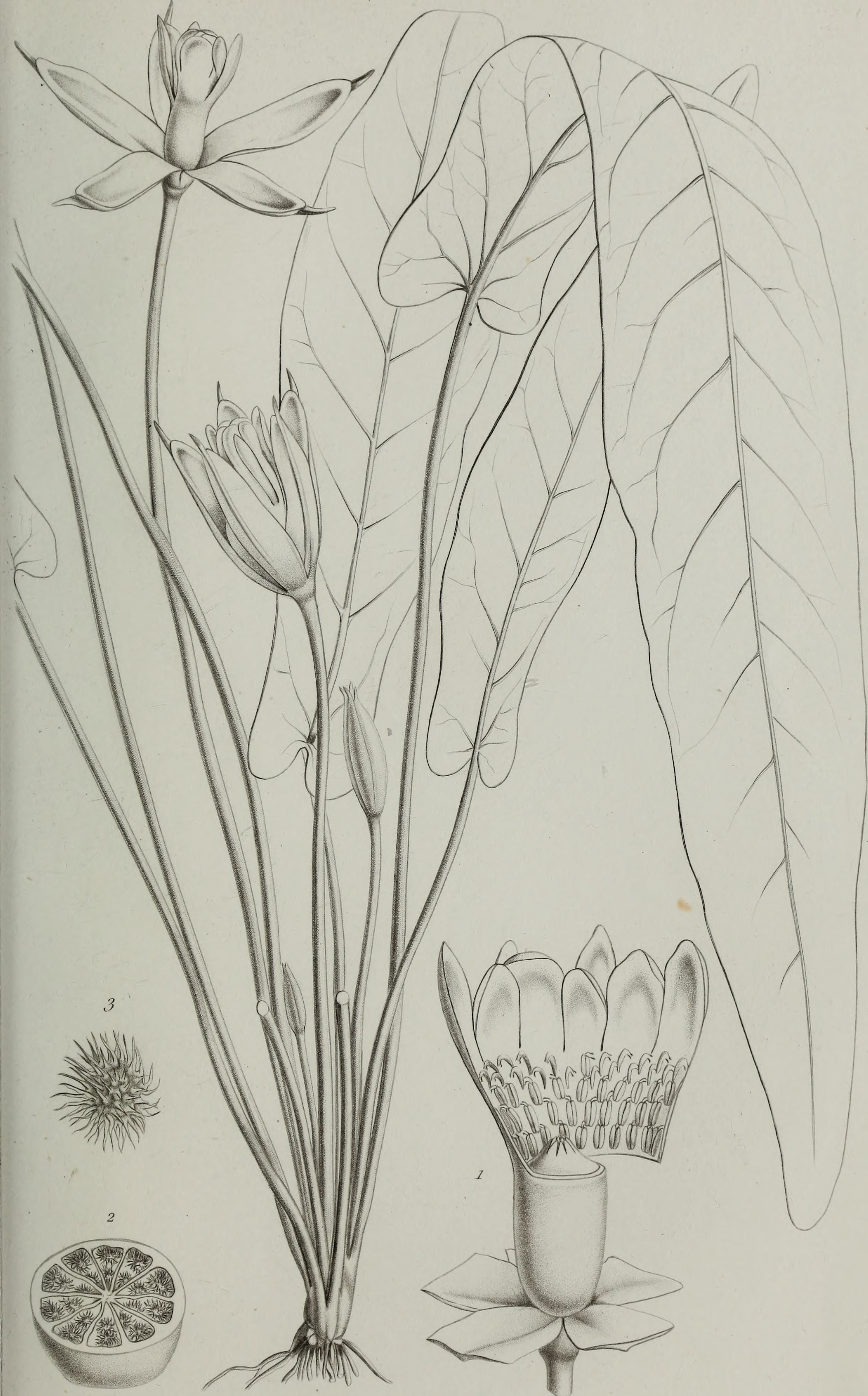
2. : 1. 花, 2. 子房の横断面, 3. 種子

バルクラヤ属は水底の地下茎から葉を伸ばす沈水性、浮葉性または抽水性の水生植物である（図2）。植物体は乳液を含む。走出枝によって栄養繁殖することがある。葉は互生し、葉柄は長く、葉身の基部につく。葉身は円形からほこ型、葉脈は羽状、托葉を欠く（図2）。
地下茎から生じた長い花柄の先端に花が1個ずつつく（図2）。水中に留まる閉鎖花（開花せず自家受粉を行う）と水上で開花する開放花がある。萼片は(4–)5枚、紫白色、1輪、宿存性。この萼片は、総苞片とされることもある。花弁は多数、雌しべ（雌蕊）の子房上につき、3–4輪あるが（または螺生とされる）、合着して筒（花冠筒）を形成し、宿存性（図2）。雄しべ（雄蕊）は多数、花冠筒の内部に合着しており、4-6輪にならび（または螺生とされる）、外側の数輪は仮雄蕊となる（図2）。花粉は無口粒。心皮は8–14個、合着して1個の雌蕊を構成し、子房は心皮数の部屋に分かれている（図2）。柱頭部は窪み、偽柱頭で覆われている。面生胎座であり、各子房室内に30–50個の胚珠がついている。
果実は直径 1–1.5 cm ほど、液果状、宿存性の花冠をつけている。果実は浮遊して散布されることが示唆されている。種子は直径約 1 mm、多数のトゲで覆われ、仮種皮を欠く（図2）。染色体数は 2n = 34, 36。

## 分布・生態
バルクラヤ属は東南アジア（アンダマン諸島、ミャンマー、タイ、ベトナム、ラオス、マレー半島、スマトラ、ボルネオ、ニューギニア島）に分布する。熱帯雨林内の砂泥質の小川に生育する。急速な開発により、生育環境の破壊が憂慮されている。
Barclaya kunstleri と B. longifolia は閉鎖花のみをつける。一方、B. motleyi は開放花をつけ、自家受粉する。B. rotundifolia では、朝に開花して夕方に閉じることを3日間繰り返し、発酵臭を生じ、双翅類が訪花する。

## 人間との関わり
バルクラヤ属の種は、アクアリウムでの観賞用に利用されることがある。

## 系統と分類
1826年、ナサニエル・ウォーリッチ (Nathanial Wallich) はペグー（バゴー）で得られた試料をもとにした報告を送り、1827年に Hydrostemma linguiforme として記載された。しかしウォーリッチは同年に同じものを Barclaya longifolia の名でも記載している（改名の理由は不明）。先取権は Hydrostemma にあるが、Barclaya の方が一般的に使われていたため、これを保存名とすることが提唱され、認められている。
バルクラヤ属はスイレン科の他の属との近縁性は認識されていたものの、特異な形態（合弁花冠など）をもつため、バルクラヤ科 (Barclayaceae) として独立の科に分類されることもあった。しかし2020年現在では、バルクラヤ属は明らかにスイレン科に含まれることが分子系統学的研究から示されている。スイレン科の中では、バルクラヤ属はスイレン属 + オニバス属 + オオオニバス属の姉妹群であることが示唆されている。
バルクラヤ属には、4種ほどが知られる（下表）。

| 表1. バルクラヤ属の種までの分類体系の一例 - バルクラヤ属 Barclaya Wall. (1827) - Barclaya kunstleri (King) Ridl. (1922) = Barclaya motleyi ssp. kunstleri King; Hydrostemma kunstleri (King) B.C.Stone (1982) - Barclaya longifolia Wall. (1827) = Barclaya oblonga Wall.; Barclaya pierreana Thorel ex Gagnep. (1908); Hydrostemma longifolium (Wall.) Mabb. (1982) - Barclaya motleyi Hook.fil. (1862) = Barclaya hirta (Kurz ex Teijsm. & Binn.) Miq. (1870); Hydrostemma motleyi (Hook.fil.) Mabb. (1982); Nymphaea hirta Kurz ex Teijsm. & Binn. (1864) - Barclaya rotundifolia Wall. (1827) |